# ماريا كالاس
ماريا كالاس (بالإنجليزية: Maria Callas) مغنية أوبرا يونانية (ولدت يوم 2 ديسمبر من العام 1923 في نيويورك لأبوين يونانيين). وعاشت سنوات طفولتها في الحي اليوناني في نيويورك، قبل أن تعود مع والدتها إلى اليونان وهي في سن الثالثة عشر.
عاشت ماريا كالاس حياةً صاخبةً على المستويين الفنّي والشخصي، متنقلة بين اليونان وإيطاليا وفرنسا، وأسالت قصة حياتها حبراً كثيراً، من نشأتها إلى حياتها العاطفية، خصوصاً علاقتها بالملياردير اليوناني أرسطو أوناسيس التي دامت عشر سنوات من الجنون، وصولاً إلى مرضها وموتها. حينها، قال كثيرون إنّه نجمَ عن محاولة انتحار «ناجحة» تناولت فيها كالاس كميات كبيرة من أقراص الحبوب المنوّمة.
درست العزف على البيانو وأصول الغناء في اليونان، وبدأت مسيرتها الفنية في أواخر الثلاثينيات، فبلغت ذروة عطائها في الخمسينيات والنصف الأول من الستينيات، وذلك في عالم الأوبرا دون سواه، فلقد ابتعدت عن عوالم أخرى في الموسيقى الكلاسيكية يدخل الغناء في أساسها. فإلى جانب صوتها العظيم، كانت كالاس تضفي على أدائها التعبير الداعم للكلمة والموسيقى من خلال التمثيل ولهذا السبب تؤلّف التسجيلات الحيّة الجزء الأهم (مقابل تسجيلات الاستوديو للأعمال نفسها)، في «الديسكوغرافيا» التي تركتها أيقونة فنّ الأوبرا.
ما ميّز ماريا كالاس أن صوتها كان درامياً يتمتع بقدرة عالية على التلوين وأداء المهارات الصوتية، هكذا استطاعت أداء أدوار أوبرالية تؤديها عادةً المغنيات اللواتي يتمتّعن بصوت سوبرانو خفيف أو غنائي. فقد كان صوتها من طبقة السوبرانو وهي الطبقة الأعلى بين أصوات النساء، ولربما تكون أشهر مغنية أوبرا في فترة ما بعد الحرب العالمية الثانية، حيث دمجت أسلوب بل كانتو المثير للإعجاب مع مَلَكة درامية عظيمة، وكانت مغنية بالغة التنوع في الأدوار التي اتسع مداها ما بين الكلاسيكية إلى أدوار البل كانتو لدونيزيتي، بيلليني، وروسيني، وبالإضافة إلى ذلك أعمال كل من فيردي وبوتشينيي، ناهيك عن أعمال فاغنر الدرامية في أوائل مسيرتها. كل هذا ومواهبها الموسيقية والدرامية اللافتة للنظر أدت إلى أن أُطلق عليها لقب لا ديفينا.
اشتهرت كالاس بكثير من الأدوار وخصوصاً للمؤلفين الإيطاليين الذين ختموا فنّ الـ«بل كانتو» (Bel canto) في القرن التاسع عشر، مثل «نورما» لبلّيني و«توسكا» ومدام بترفلاي لبوتشيني و«عايدة» و«ماكبث»، إضافة إلى «لاترافياتا» و«حفلة تنكرية» لفيردي (أخرجهما للأوبرا السينمائي الإيطالي الشهير لوتشينو فيسكونتي)، وغيرها. كذلك أدّت بالفرنسية «كارمن» رائعة المؤلف الفرنسي جورج بيزيه، وبالألمانية «تريستان وإيزولد»، و«دي فالكورة» و«بارسيفال» لفاغنر... إضافة إلى أعمال أخرى من العصر الكلاسيكي (القرن الثامن عشر) وصولاً إلى القرن العشرين. أما الدور الأهم الذي لم تؤدّه الـ «ديفا» الكبيرة، فهو «ملكة الليل» في أوبرا «الفلوت السحري» لموزار. ولو أنّها فعلت، لأحدثت زلزالاً في العالم. إذ إنّ ما كتبه موزار من ألحان لهذه الشخصية الأساسية، مفصّل بأدقّ خيوطه على قياس الاستثناء الصوتي الذي يتمثل بالسوبرانو الدرامي الماهر والقادر على التلوين.
تخلت كالاس عن الجنسية الأمريكية من أجل تسهيل إجراءات زواجها من الإيطالي جيوفاني مينيغيني" وكان ذلك في السفارة الأمريكية في باريس حيث كانت تقيم. وبعد تخليها عن الجنسية الأمريكية أصبحت كالاس مواطنة يونانية فقط، وقد ساعدها التنازل عن جنسيتها الأمريكية على توفير الأموال، حيث لم يعد عليها أن تدفع للولايات المتحدة ضرائب على دخلها.

## حياتها

### عائلتها
في اليونان كان والدا ماريا (جورج وليتسا) زوجين غير متوافقين منذ البداية فقد كان جورج يعيش حياة هادئة وكان غير طموح وليس له أي اهتمام بالفن على عكس زوجته ليتسا المفعمة بالحيوية والنشاط وتميل دائماً إلى الانخراط في المجتمع وطموحة بشكل كبير وكانت تحلم دائماً بحياة فنية. فقد كان أبواها من الطبقة المتوسطة ولم يطلقوا لها العنان ولم يسمحوا لها بأي حرية وكانوا دائما ما يضيقون الخناق عليها في صغرها وشبابها.
كان بيتروس ديميترياديس والد ليستا معتل الصحة ولم يكن على ما يرام حين تقدم جورج لخطبة ليستا من أفراد أسرتها. وقد كان بيتروس مرتاب من جورج وغير مطمئن له وقام بتحذير ابنته ليستا من الزواج منه قائلاً لها «لن تكوني أبداً سعيدة معه وإذا تزوجتي من هذا الرجل فلن أستطيع مساعدتك». وتجاهلت ليستا تحذيرات والدها ولكنها أدركت بعد ذلك أنه كان محقاً. وقد تفاقمت مشاكلها بعد ولادة الابنة ياكنثي عام 1917 والتي أطلق عليها بعد ذلك جاكي، وكان الوضع تحسن بعد ولادة إبنهما فاسيليس عام 1920، لكنه ما لبث أن تأزم بعد وفاة فاسيليس بسبب إصابته بمرض التهاب السحايا وكان ذلك بمثابة ضربة قاصمة لهذا الزواج عام 1922.
وفي عام 1923 بعد أن أدركت ليستا أنها حامل للمرة الثالثة قرر جورج أن ينتقل مع عائلته إلى الولايات المتحدة، مما جعل ليستا تدخل في نوبة بكاء ثم قام جورج بصفع الأبواب خلفه وهو يغادر المنزل غاضباً. وغادرت العائلة بالفعل إلى نيويورك في شهر يوليو عام 1923 وأقامت بشقة بالحي اليوناني والمشهور بعنصريته وتشدده.

### المولد والنشأة
ولدت ماريا كالاس بمستشفى فلاورز بنيويورك باسم صوفيا سيسليا كالوس يوم 2 ديسمبر من العام 1923 لأبوين يونانيين هما جورج كالوجروبولوس و إلمينا إيفانزيليا أو ليستا كما يطلق عليها تدليلا، وبالرغم من أنهما قاما بتعميدها باسم ماريا آنا سيسيليا صوفيا كالوجيروبولوس فقد قام والدها باختصار الاسم الأوسط لها كالوجيروبولوس إلى كالوس ثم إلى كالاس.
كانت ليتسا مقتنعة بأن طفلها الثالث سيكون فتى، فكانت خيبة أمل كبيرة جدًا عند ولادة أنثى أخرى لدرجة أنها رفضت حتى النظر إلى طفلتها الجديدة لمدة أربعة أيام. وتم تعميد ماريا بعد ذلك بثلاث سنوات في كاتدرائية الثالوث المقدس في عام 1926. وعندما بلغت ماريا الرابعة من عمرها، كان أبوها جورج كالاس قد افتتح صيدليته الخاصة، حيث استقرت العائلة في مانهاتن في شارع 192 في نيوريوك حيث ترعرعت كالاس.
في سن الخامسة، بدأت موهبة ماريا الغنائية تظهر نفسها، وبعد أن اكتشفت ليتسا أن ابنتها الصغرى لها صوت عذب، بدأت بالضغط على «ماريا» للغناء. وقالت كالاس فيما بعد: «لقد أُجبرت على الغناء عندما كنت في الخامسة فقط، وقد كرهت ذلك.»
كان جورج غير سعيد بزوجته التي تفضل ابنتهما الكبرى، وكذلك الضغط الذي وضعته على ابنتها ماريا لتجبرها على الغناء، في حين كانت ليتسا أيضاً تغضب بشكل كبير من زوجها، ووصل الأمر إلى أنها كانت تشتمه بقسوة أمام أولادهما. واستمر الزواج في التدهور حتى عام 1935 فقررت إيفانجيليا العودة إلى أثينا مع ابنتيها.

### العودة إلى اليونان

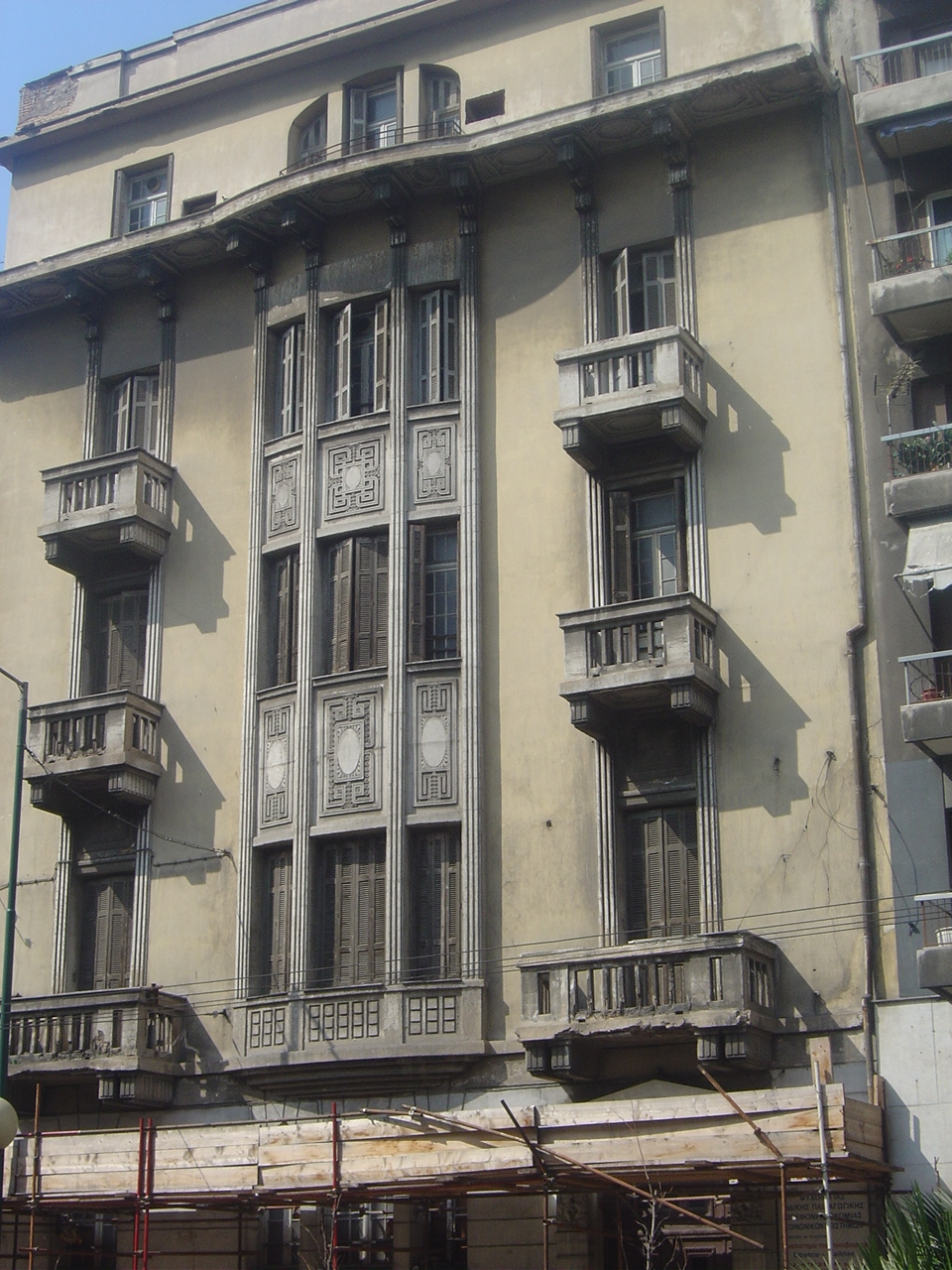
منزل ماريا كالاس في اليونان

منذ العام 1935 استقرت ماريا كالاس مع والدتها في اليونان (وكان عمرها آنذاك 12 سنة) فواصلت تعلم الموسيقى بأثينا وأبرزت تفوقا كبيرا ممّا جعلها تحوز ثقة مدربتها السوبرانو الإسبانية ” إلفيرا دي هيدالجو”، لتبدأ مسيرتها الفنيّة فعليا في أواخر ثلاثينات القرن العشرين. وتتذكَّر إلفيرا لاحقاً أن ماريا كانت سمينة ومربعة الشكل ولكنها وضعت مجهوداً وعواطف وترجمة مذهلة في كلِّ ما غنته، ببساطة لقد كانت ذات إرادة رائعة.
تلقت كالاس تعليمها الموسيقي في أثينا، وحاولت والدتها تسجيلها في معهد «أثينا كونسرفتوار» المرموق، ولكن دون جدوى، لأنها في اختبار الأداء فشل صوتها غير المدرب في إقناع اللجنة، في حين رفض المخرج فيلوكتيتيس أوكونوميديس قبولها دون استيفاء الشروط النظرية، وفي صيف عام 1937، زارت أمها المدربة ماريا تريفيلا في المعهد الوطني اليوناني الأصغر، طالبة منها أن تقبل ماريا كطالب مقابل أجر متواضع، في عام 1957. وتذكرت تريفيلا انطباعها عن ماريا، وهي فتاة صغيرة سمينة جدًا، ترتدي نظارات كبيرة لضعف نظرها:
| ماريا كالاس | كانت نغمة صوتها دافئة وغنائية ومكثفة، وكانت تنبض وتشتعل مثل اللهب وتملأ الهواء بأصوات رخيمة مثل الجرس، لقد كانت ظاهرة مذهلة، أو بالأحرى كانت موهبة كبيرة تحتاج إلى التحكم والتدريب الفني والانضباط الصارم من أجل التألق | ماريا كالاس |

وافقت تريفيللا على إعطاء الدروس الخصوصية لكالاس، متنازلة عن الرسوم الدراسية، ولكن ما أن بدأت كالاس تدريباتها الرسمية وتمارينها الصوتية، بدأت تريفيلا تشعر أن صوت كالاس لم يكن هادئ ومنخفض، كما قيل لها، بل كان قويًا وغنيًا. في وقت لاحق، بدأوا العمل على رفع حدة صوتها وتخفيف جرسها. كانت تريفيلا تذكر كالاس على النحو التالي:
| ماريا كالاس | طالبة نموذجية وعنيدة ومتحمسة بشكل كبير، كانت الدراسة في قلبها وروحها، وكان تطورها مذهلاً. كانت تدرس في اليوم خمس أو ست ساعات. في غضون ستة أشهر، كانت تغني أصعب النغمات في مسرح الأوبرا الدولي | ماريا كالاس |

في 11 أبريل عام 1938، أنهت ماريا كالاس معزوفتها الموسيقية تريفيلاس كلاس في قاعة الموسيقى في بارناسوس حيث كونت لحن ثنائي مع توسكا. وأشارت كالاس قائلة عن تريفيلا:
| ماريا كالاس | كانت لها طريقة فرنسية. وهي جعل الصوت يخرج من الأنف بدلا من الفم. وكان لدي مشكلة عدم وجود نغمات منخفضة في الصدر، وهو أمر ضروري في البل كانتو. وهذا هو المكان الذي تعلمت فيه نغمات صدري | ماريا كالاس |

ومع ذلك، في حوار مع بيير ديسغراوبز في البرنامج الفرنسي لاى فيتي دي مونش، لم ترجع كالاس الفضل في تطور صوتها إلى تريفيلا، ولكن إلى مدرستها التالية، الأسبانية الفيرا دي هيدالجو.
درست كالاس مع تريفيلا لمدة عامين قبل أن تحصل والدتها على اختبار آخر في معهد كونسرفتوار أثينا مع الفيرا دي هيدالجو. اختبار كالاس كان معزوفة «المحيط، أنت الوحش العظيم» من ويبر أوبيرون. وتشير دي هيدالجو أنها سمعت «سلسلة من الأصوات العالية، غير المدربة بعد، لكنها مليئة بالدراما والعاطفة». وافقت على أخذها كطالب على الفور، لكن والدة كالاس طلبت من دي هيدالجو الانتظار لمدة عام، حتى تتخرج كالاس من المعهد الوطني. وفي خريف عام 1939، التحقت بمعهد أثينا كونسرفتوار في إلفيرا بالفصل الخاص بدي هيدالجو.
ماريا كالاس قالت عن مدربتها الفيرا دي هيدالجو:
| ماريا كالاس | لقد كان تدريب دي هيدالجو تدريبًا عظيمًا، وربما حتى آخر تدريب حقيقي للبل كانتو. كفتاة صغيرة عمرها ثلاثة عشر عامًا، وجدت نفسي بين ذراعيها، مما يعني أنني تعلمت الأسرار، طرق البل كانتو، والتي تعرف حقًا أنها ليست جميلة. بل هو تدريب شاق للغاية، إنه نوع من السترة التي يجب عليك أن تضعها، سواء أحببت ذلك أم لا. كان عليك تعلم القراءة والكتابة وتشكيل الجمل، ومعرفة إلى أي مدى يمكن أن تذهب وتقع وتؤذي نفسك وتقف مرة أخرى على قدميك. كان لدي هيدالجو طريقة واحدة، والتي كانت bel canto، حيث لا يهم الصوت الثقيل، يجب أن يبقى دائماً خفيفاً، يجب أن يعمل دائمًا بطريقة مرنة. إنها طريقة لإبقاء الصوت متألقًا ومرناً والقيام بدفع الأداة إلى منطقة معينة حيث لا يكون الصوت كبير، ولكنه متغلغل | ماريا كالاس |

ذكرت دي هيدالجو في وقت لاحق أن كالاس «ظاهرة يمكنها أن تفعل كل شيء». وقالت كالاس بنفسها أنها كانت تذهب إلى المعهد في الساعة العاشرة صباحاً وتغادر مع آخر تلميذ. فهي كانت تلتهم الموسيقى لمدة 10 ساعات في اليوم. وعندما سألها معلمها عن سبب قيامها بذلك، كانت إجابتها أنه حتى مع أقل تلميذ موهوب، يمكنه أن يعلّمك شيئًا قد لا تستطيع أنت الأكثر موهبة، القيام به.

### تدهور علاقتها مع والدتها
كانت علاقة كالاس مع والدتها بدأت في التدهور خلال السنوات التي قضتها في اليونان، ولاحقاً ألقت كالاس باللوم في العلاقة المتوترة مع والدتها على طفولتها غير السعيدة التي أفنتها في الغناء قائلة:
| ماريا كالاس | يجب أن يكون لدى الأطفال طفولة رائعة. لكنني لم أحصل على ذلك، تمنيت لو كان لدي، كانت أختي نحيفة وجميلة، وكانت أمي تفضلها دائماً. وكنت أنا السمينة القبيحة وغير المحببة. إنه أمر قاس يجعل الطفل يشعر بشعور قبيح وغير مرغوب فيه. لن أسامح أبداً على ضياع سنوات الطفولة التي كانت يجب أن تكون في اللعب والمرح، بدلا من الغناء وتحقيق الأموال، كل ما فعلته من أجلهم كان جيداً وكان كل ما فعلوه بي كان سيئاً في الغالب | ماريا كالاس |

من ناحية أخرى، يؤكد كاتب السيرة الذاتية نيكولاس بيتاليس ديوميديس "أن تعامل ليتسا القاسي مع زوجها أمام أطفالهما الصغار والعلاقة البغيضة التي كانت بينهما، أدت إلى تكوين الجانب السيء في شخصية كالاس. ووفقًا لكل من زوج كالاس مينيجيني وصديقتها المقربة جوليتا سيميوناتو، "فإن والدة كالاس التي كانت لا تعمل، ضغطت على ابنتها "للخروج مع رجال مختلفين"، معظمهم من الجنود الإيطاليين والألمان، لإحضار المال والغذاء إلى المنزل أثناء احتلال اليونان خلال الحرب العالمية الثانية". وكانت سيميوناتو مقتنعة بأن كالاس "نجحت في البقاء دون مساس"، لكن كالاس لم تسامح والدتها على ما اعتبرته نوعًا من الدعارة التي فرضتها عليها أمها. وكانت ليتسا نفسها، قد تبنت أسلوب حياة مشكوك فيه، والذي لم يتضمن فقط دفع بناتها إلى مواقف مهينة لدعم الأسرة ماليًا، بل أيضا من أجل إمتاع الجنود الإيطاليين والألمان في اليونان خلال فترة الاحتلال.
وفي محاولة لإصلاح الأمور مع والدتها، أخذت كالاس والدتها في أول زيارة لها للمكسيك في عام 1950، ولكنها لم تكن فترة جيدة، حيث أنها أحيت الذكريات الأليمة، وبعد مغادرة المكسيك، لم يلتقيا مرة أخرى. بعد سلسلة من الرسائل الغاضبة والاتهامات من ليتسا لوالد كالاس وزوجها، توقفت كالاس عن الاتصال مع والدتها نهائيًا.
وفي بمقتبل حياتها المهنية، أصبحت علاقة ماريا بوالدتها تثير اهتمام العامة، خاصة بعد ظهورها على غلاف في مجلة التايمز عام 1956 والتي سلطت الضوء على هذه العلاقة، وفيما بعد صدر كتاب (ابنتي) الذي كتبته ليتسا لابنتها ماريا كالاس.

## مسيرتها الفنية
بعد عدة سنوات من الدراسة كطالبة، بدأت كالاس الظهور في الأدوار الثانوية في الأوبرا الوطنية اليونانية. كانت دي هيدالجو توفر لها أدوار مفيدة، مما سمح لكالاس بالحصول على راتب صغير، مما ساعدها هي وعائلتها على اجتياز سنوات الحرب الصعبة.
كان ظهورها الاحترافي لأول مرة في فبراير 1941، في الدور الصغير لبياتريس في فرانز فون سوب في بوكاتشيو. ذكر سوبرانو غالاتيا آماكسوبولو في وقت لاحق، «حتى في البروفة، كانت قدرة الأداء الرائع لماريا واضحة، ومنذ ذلك الحين، بدأ الآخرون في منعها من الظهور». كما أشارت المغنية ماريا ألكو بالمثل إلى أن السوبرانو المشهور نافسيكا غالانو وآنا (زوزو) ريموندو، اعتادوا الوقوف في الأجنحة بينما كانت كالاس تغني وكانوا يدونون الملاحظات حولها بينما هم يضحكون ويسخرون منها.
على الرغم من هذه الأعمال العدائية، تمكنت كالاس من الاستمرار وجعلت ظهورها الأول في دور رئيسي في أغسطس 1942 باسم توسكا، حيث استمرت في الغناء بدور مارتا في تيفلاند ليوجين دي ألبرت في مسرح أولمبيا. أداء كالاس في دور مارتا حصل على مراجعات متوهجة. علق الناقد سبانودي كاليس «فنانة رائعة للغاية تمتلك موهبة موسيقية نادرة»، وقام فانجيليس مانجليفيراس بتقييم أداء كالاس إلى راديوفون:
| ماريا كالاس | المغنية التي أدت دور مارتا، ذلك النجم الجديد في السماء اليونانية، بعمق لا يضاهى من الإحساس، أعطت تفسيراً مسرحياً يصل إلى مستوى الممثلة المأساوية. حول صوتها الاستثنائي بطلاقتها الطبيعية المدهشة، لا ترغب في إضافة أي شيء إلى كلمات ألكسندرا لالوني: "هي واحدة من تلك المواهب التي منحنا الله إياها والتي لا يمكن للمرء إلا أن يتعجب منها | ماريا كالاس |

بعد هذه العروض، بدأ حتى منتقدو كالاس يشيرون إليها على أنها «هبة من الله». بعد تيفلاند، غنت كالاس دور سانتوزا في كافاليريا روستيغانا مرة أخرى. وخلال شهري أغسطس وسبتمبر 1944، قامت كالاس بدور ليونور باللغة اليونانية من فيديليو، وكذلك مرة أخرى في
أوديون هيرودس أتيكوس. قال الناقد الألماني فريدريك هيرتسوغ، الذي شهد الاداء، أنها أدت دورها بصورة عظيمة.
بعد تحرير اليونان، نصحت دي هيدالجو كالاس بتأسيس حياتها المهنية في إيطاليا. شرعت كالاس في تقديم سلسلة من الحفلات حول اليونان، وبعد ذلك، على عكس نصيحة معلمتها، عادت إلى أمريكا لرؤية والدها ومواصلة مسيرتها المهنية. عندما غادرت اليونان في 14 سبتمبر 1945، أي بعد شهرين من عيد ميلادها الثاني والعشرين، كانت كالاس قد قدمت 56 عرضًا في سبعة أوبرات، وظهرت في حوالي 20 حفلة. اعتبرت كالاس مسيرتها اليونانية أساسًا لتربيتها الموسيقية المثيرة، حيث قالت: «عندما وصلت إلى المهنة الكبرى، لم تكن هناك مفاجآت بالنسبة لي».
قامت كالاس بمجموعة من الاختبارات بعد عودتها إلى الولايات المتحدة ولم شملها مع والدها مرة أخرى في سبتمبر 1945. في شهر ديسمبر من ذلك العام، أجرت اختبارًا مع ادوارد جونسون، المدير العام لأوبرا متروبوليتان، حيث أشاد بصوتها وأكد على ضرورة الاستماع إلى هذا الصوت الاسثنائي في وقت قريب على المسرح.
عُرض على كالاس تقديم عروض السيّدة فراشة وفيديليو (عروض أوبرالية) والتي تم عرضها في فيلاديلفيا وتغنى باللغة الإنجليزية، ولكنها رفضت كلا العرضين لشعورها بأنها سمينة جدًا على أن تجسد الفراشة ولم تعجبها فكرة تجسيد الأوبرا باللغة الإنجليزية. وعلى الرغم من عدم وجود أي دليل مسجل لهذا العرض في سجلات متروبوليتان، إلا أن ادوارد جونسون أكد حقيقة هذا العرض في مقابلة أجريت في عام 1958 مع صحيفة نيويورك بوست، حيث أشار: «قدمنا لها عقد، لكنها لم ترغب في ذلك، وقد كانت محقة في رفضها، لأنه كان بمثابة عقد للمبتدئين».

### 1946 - 1959

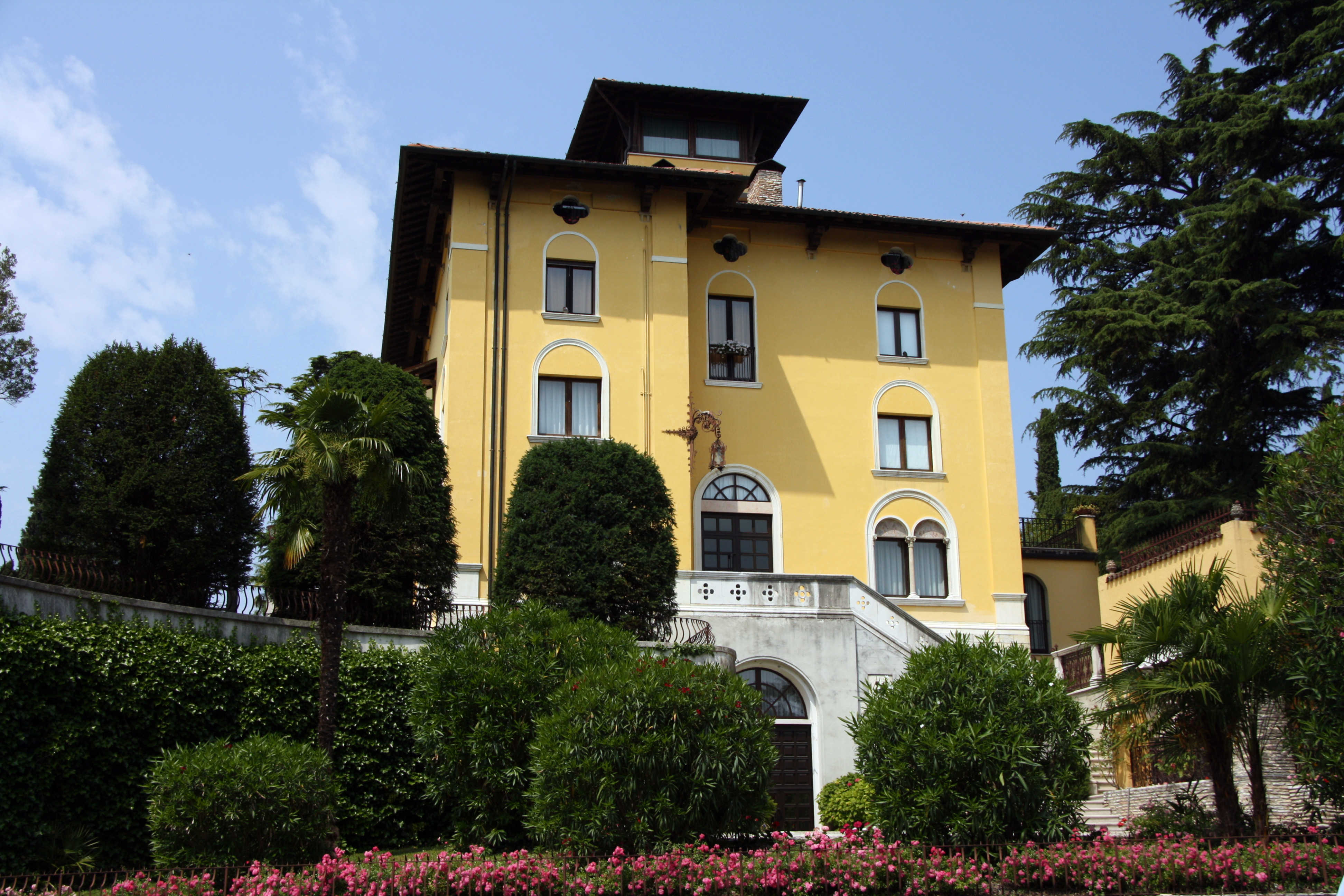
منزل كالاس في مدينة سيرميوني الايطالية، حيث عاشت مع زوجها جيوفاني باتيستا مينيجيني بين عامي 1950 - 1959

في عام 1946، انخرطت كالاس في إعادة فتح دار الأوبرا في شيكاغو باسم توراندوت، ولكن الشركة أُغلقت قبل فتحها. كان باسو نيقولا روسي ليمني -الذي كان من المقرر أن يلعب دور البطولة في هذه الأوبرا- على دراية بأن تولينو سيرافين كان يبحث عن سوبرانو درامي لتجسييد دور «الجيوكاندا» في مدرج فيرونا الروماني. وأشار لاحقاً بأن كالاس الشابة: «كانت مدهشة وقوية جدًا جسديًا وروحيًا، فقد كنت متأكد بشأن مستقبلها الباهر. وكنت أعرف أن هذه الفتاة سيكون لها تأثير هائل بشجاعتها وصوتها القوي». ورشح كالاس بعد ذلك إلى متعهد الحفلات جيوفاني زيناتيللو. كان زيناتيلو متحمس للغاية خلال اختبارها لدرجة أنه قفز من على مقعده وانضم إلى كالاس في عرض ثنائي رائع. كان هذا العرض هو أول ظهور لكالاس في إيطاليا. عند وصولها إلى فيرونا.
تألقت ماريا في أداء أوبرا ” عايدة” سنة 1949 بمسرح ميلانو والتي قدمتها إلى الجماهير نجمة ساطعة في سماء الغناء الأوبرالي وتجاوزت شهرتها أوروبا لتصل إلى أمريكا اللاتينية، ما لبثت ماريا أن آمنت بموهبتها وبقيمتها الفنية وهو ما جعلها تخسر 30 كيلوغراما لتصبح فيما بعد أجمل مغنيات الأوبرا صوتا وصورة وقد قدمت عشرات الأدوار ” نورما” ل “بيليني ” و”كارمن” لجورج بيزيه.
لم يكن لدى كالاس أي عروض أخرى بعد الجيوكاندا، وبينما كان يبحث سيرافين عن شخص ما يغني Isolde، أخبرته كالاس أنها تعرف بالفعل، على الرغم من أنها لم تكن تعرف سوا المقطع الأول وكان ذلك بدافع الفضول عندما كانت في المعهد الموسيقي. عندمت قرأت المقطع الثاني أمام سيرافين، أشاد بها لأنها عرفت الدور بشكل جيد. عندما اعترفت له بأنها كانت تخدع الموسيقى، زاد إعجابه بها أكثر وأعطاها هذا الدور على الفور. كان سيرافين مدربًا لكالاس ومشجعًا لها في نفس الوقت.
ووفقًا لما قاله اللورد هاريوود، «كان عدد قليل جدًا من الموسيقيين الإيطاليين يتمتعون بحياة مهنية أكثر تميزًا من توليو سيرافين، وربما لم يكن لأي منهم تأثيرًا أكبر باستثناء توسكانيني». في عام 1968، أكدت كالاس أن العمل مع سيرافين كان «ضربة حظ» في حياتها المهنية، حيث أشارت، «علمني أنه يجب أن يكون هناك تعبير وأنه يجب أن يكون هناك مبرر. لقد علمني عمق الموسيقى وتفسيرها. لقد استطعت حقًا تعلم كل شئ عن الموسيقى من هذا الرجل».

### السينما

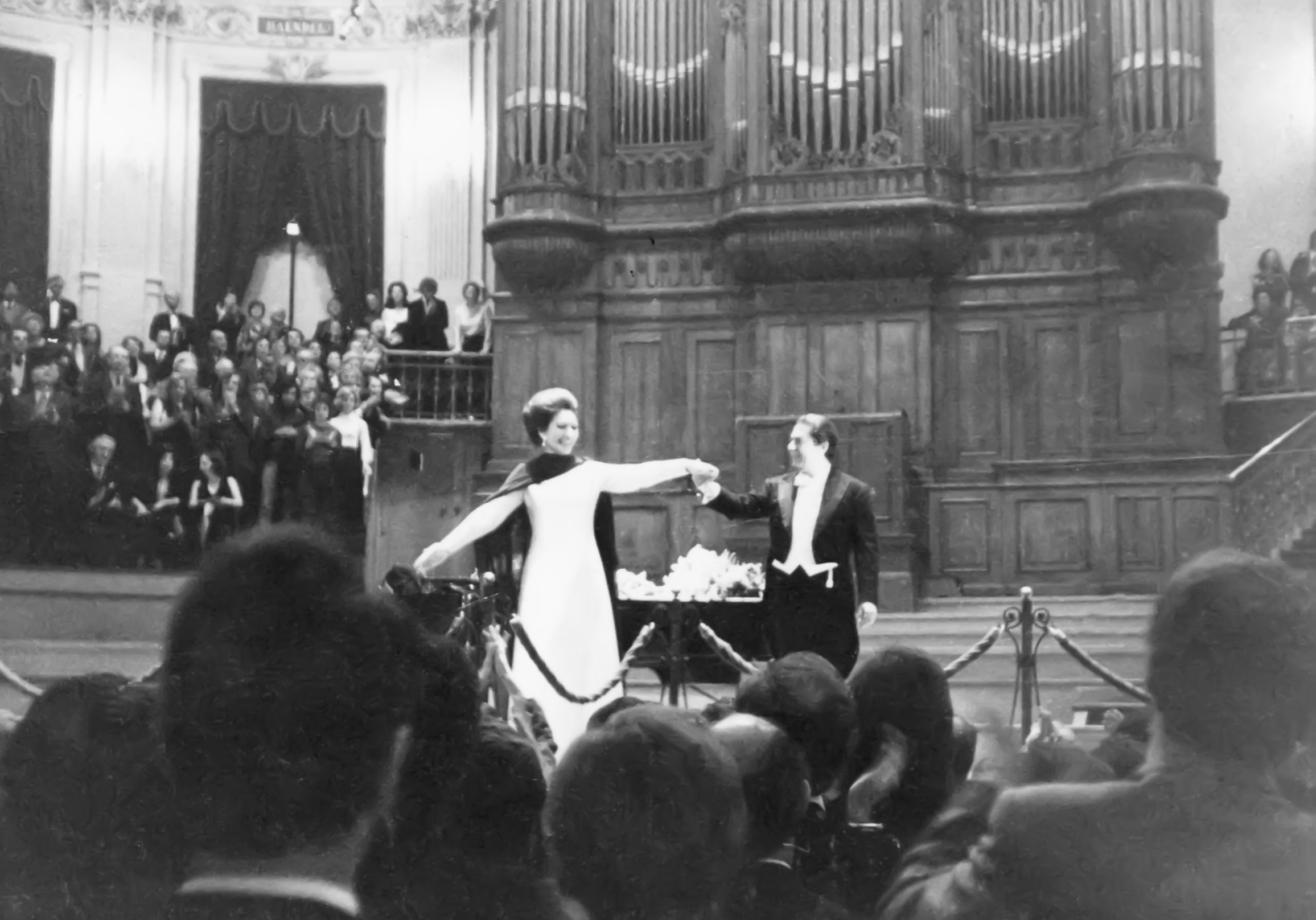
كالاس خلال جولتها الأخيرة في أمستردام عام 1973

عام 1969 قامت ماريا كالاس ببطولة فيلم إيطالي مقتبس عن الأسطورة اليونانية القديمة ميديا. والفيلم من إخراج بيير باولو بازوليني وإنتاج دينو دي لورنتييس، وتمثيل الإيطالي ماسيمو جيروتي والفرنسي لوران تيرزييف، وكان هذا الفيلم هو دورها السينمائي الوحيد، لكنها لا تغني في الفيلم.
وتدور قصة الفيلم عن ميديا هي ساحرة شهيرة وكانت ابنة أيتس ملك كولخيس، وكان أبوها قد رماها في السجن بعد أن خاف من سحرها الذي استخدمته في الهرب وهربت إلى معبد هيليوس إله الشمس وهو جدها كما يزعم. ووقعت في حب جاسون زعيم الأرغونوت الذي وصل لكولخيس في ذلك الوقت، وقعت في حبه وساعدته على الهرب، وعندما عادا إلى ثيساليا خدعت عم جاسون المدعو بيلياس وقتلته بعد أن وعدته برد شبابه.

## فقدان وزنها
في السنوات الأولى من حياتها المهنية، كانت كالاس امرأة ثقيلة الوزن، كان وزن كالاس تقريبًا 91 كيلو جرام، كما أنها كانت امرأة طويلة (173 سم). يقول تيتو جوبي أنه خلال استراحة الغداء أثناء تسجيل لوسيا في فلورنسا، علق سيرافين على كالاس بأنها كانت تأكل كثيرًا وأن هذا قد يؤدي إلى مشكلة في وزنها، وعندما اعترضت كالاس على أنها لم تكن ثقيلة، اقترح جوبي عليها استخدام جهاز الوزن لقياس وزنها، وكانت النتيجة «مفزعة بعض الشيء» لدرجة أن كالاس صمتت تمامًا، كما وصفها متعهد الحفلات رودلف بينج بأنها «سمينة بشكل مقزز».
```
في عام 1968، أخبرت كالاس إدوارد داونز أنه خلال عروضها الأولي في كيروبيني ميديا في مايو 1953، أدركت أنها تحتاج إلى وجه أكثر جمالا لتحقيق التوازن الدراماتيكي. تشير كالاس حول ذلك:
```

| ماريا كالاس | "لقد كنت ثقيلة لدرجة أن صوتي كان يزداد ثقلاً. كنت أتعب بسرعة كبيرة، وكنت أعرق أكثر من اللازم عندما أعمل بجد. لم أكن بصحة جيدة، ولم استطع التحرك بحرية. كنت أتعب من لعب الألعاب، وكان ذلك شيء قاسي على امرأة شابة جميلة. على أي حال، كان هذا الأمر غير مريح ولم يعجبني إطلاقًا. لذا شعرت الآن أنه يجب علي وضع الأمور في نصابها الصحيح، لقد درست طوال حياتي لأرى الأمور بطريقة موسيقية، فلماذا لا أتبع نظام غذائي وأجعل نفسي في حالة أنيقة وحسنة المظهر. | ماريا كالاس |

خلال عامي 1953 - 1954، فقدت كالاس ما يقرب من 80 رطلا (36 كجم) من وزنها، وتحولت ربما إلى «أجمل سيدة على المسرح». وانتشرت العديد من الشائعات حول طريقة فقدان الوزن. كان يقول أحدهم أنها كانت تبتلع الدود الشريطي، في حين زعمت شركة روما بانتيلا ميليز أنها فقدت وزنها من خلال تناول «المعكرونة الفسيولوجية»، مما دفع كالاس إلى رفع دعوى قضائية. وذكرت كالاس أنها فقدت الوزن من خلال تناول نظام غذائي منخفض السعرات الحرارية من السلطات والدجاج.
يعتقد البعض أن فقدان وزنها جعل الأمر أكثر صعوبة بالنسبة لها لدعم صوتها، مما تسبب في الإجهاد الصوتي الذي ظهر في وقت لاحق، في حين يعتقد آخرون أن فقدان الوزن قد أحدث نعومة وأنوثة جديدة في حياتها، فضلا عن قدر أكبر من الثقة بالنفس. أشار تيتو جوبي حول ذلك: «الآن لم تعد موهوبة فقط على المستوى الموسيقي فحسب، بل وكانت أيضاً رائعة الجمال. وقد ظهر وعيها بهذا السحر الجديد على كل دور قامت به. ما فعلته في النهاية بصوتها القوي والعصبي لا يمكن وصفه. أؤكد فقط أنها تحولت إلى فنان فريد من نوعه في جيلها ومميز في نطاق كامل من التاريخ الصوتي».

## حياتها الخاصة

### جيوفاني مينيجيني
التقت كالاس بجيوفاني باتيستا مينيجيني، وهو رجل أعمال ايطالي ثري، حيث بدأ في مغازلتها. وتزوجها في عام 1949، وتولى هو تسيير حياتها المهنية، حيث كانت تعرف باسم ماريا مينجيني كالاس في بداية حياتها المهنية في إيطاليا، وبزواجها من الإيطالي مينجيني حصلت كالاس على الجنسية الإيطالية، وتخلت عن الجنسية الأمريكية. وأوضح بيان صادر عن مكتبها، أن السبب يتمثل بـ«تسهيل اجراءات زواجها من الإيطالي مينيغيني».
تخلت كالاس عن جنسيتها الأمريكية في السفارة الأمريكية في باريس لتسهيل إنهاء زواجها من مينغيني. ويعود السبب في ذلك، أنه بعد تخليها عن الجنسية الأمريكية أصبحت مواطنة يونانية فقط، وبموجب القانون اليوناني، لم يكن بإمكان اليوناني أن يتزوج قانونيا إلا في كنيسة أرثوذكسية يونانية.وقد ساعدها التنازل عن جنسيتها الأمريكية على توفير الأموال، حيث لم يعد عليها أن تدفع للولايات المتحدة ضرائب على دخلها.
كانت حياة ماريا مستقرة، فهي زوجة ممتازة تقضي وقتها بين منزلها ودار الاوبرا (لاسكالا) حيث تقوم بتدريباتها المألوفة وكانت تصرح للصحافة: (ان اهتمامي ينصب على الاعتناء بفني وزوجي) حيث كانت تشكل مع زوجها ثنائيا منسجما، اذ أن زوجها (منجيني) هو مدير اعمالها وكانت لا تتخذ أي قرار دون استشارته، وكانت تصر على اقتران اسمها مع اسمه في الإعلان عن أي عمل فني لها.

### أرسطو أوناسيس

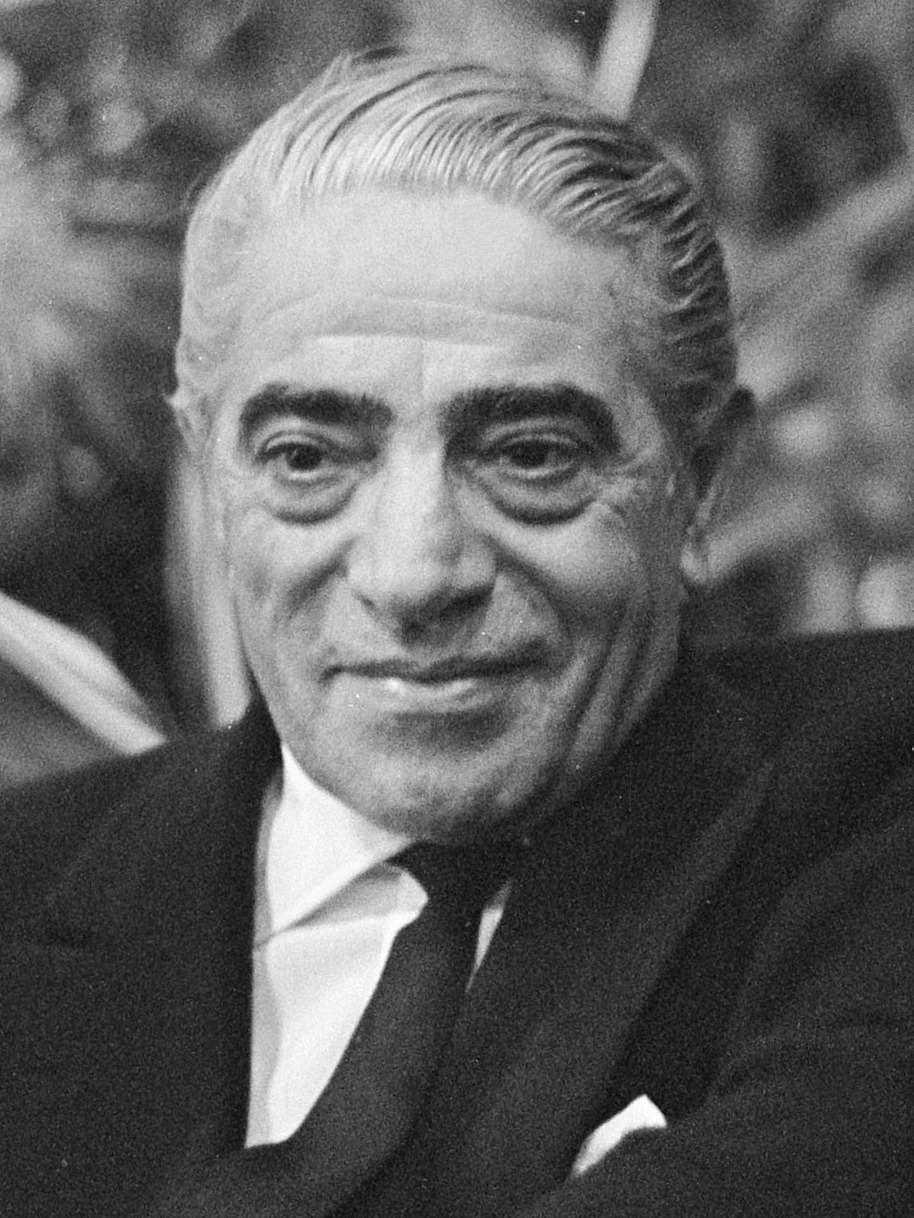
أرسطو أوناسيس

ظهر امبراطور الاساطيل البحرية والجوية المليونير اليوناني أرسطو أوناسيس في حياة ماريا كالاس لأول مرة في حفل في ميلانو عام 1957 فانحنى وقال لها باللغة اليونانية (مدام ماريا كالاس، أنت فعلا الالهة الاغريقية التي كنت اتخيلها واتمنى ان نلتقي مرة أخرى).
ظلت حياة ماريا كالاس هادئة ومستقرة مع زوجها جيوفاني مينيجيني حتى العام 1959 حيث دعي الزوجان إلى رحلة بحرية على متن السفينة (كريستينا) التي يملكها اوناسيس وكان ونستون تشرشل مدعوا إلى تلك الرحلة، وكانت هذه الرحلة هي بداية مرحلة جديدة في حياة ماريا، حيث بدأت ترتبط عاطفيا بأوناسيس، اما زوجها جيوفاني فقد ترك نابولي وعاد إلى مدينة فيرونا حيث كانا يسكنان في بداية سنوات زواجهما.
بدأت الصحف تكتب عن سهم كيوبيد الذي اصاب أشهر مغنية اوبرا وأشهر الاثرياء في العالم وكان لابد من الانفصال بين ماريا وزوجها، وأشيع أنها حينما غادرت المنزل صرخ زوجها قائلا: (خذي كلبك معك) ورمى لها كلبها وصفق الباب بقوة. لكن ماريا نفسها أكدت أن جيوفاني مينيجيني كان رجل طيب حتى عندما قررا الانفصال، ساعدها ودعمها في حياتها المهنية وإثبات نفسها في إيطاليا.
بعد طلاقها من زوجها الأول بدأت ماريا كالاس بالظهور مع المليونير أرسطو أوناسيس، وكانت انذاك نجمة المجتمع الباريسي، وفي تلك الفترة كان اوناسيس يدعى إلى الحفلات العامة والخاصة بصحبة ماريا. ولكن اوناسيس كان ينصرف إلى متابعة أعمال امبراطوريته المالية، وكان قد اعتاد ان يناقش اموره العملية مع زوجته السابقة اثينا ليفانوس، اما ماريا فانها لم تكن تحب احاديث المال والاعمال لانها تغرق في أحلام الفن دائما.
عام 1960 انجبت ماريا طفلا من اوناسيس اسمته اوميروس ، لكن الطفل توفي لاسباب طبيعية بعد ميلاده ببضع أيام. وكان الطفل ولد بعملية قيصرية وعاش نحو اسبوع قبل ان تتوقف انفاسه ونقل بسرعة إلى المستشفى حيث اعلنت وفاته ودفن بميلانو. وقالت برونا لوبولي خادمة كالاس المخلصة (سيدتي لم تحمل سوى مرة واحدة عندما انجبت الطفل في شهره الثامن وعاش اسبوعا واحدا، ولديها اثر جرح اسفل معدتها لان الطفل انجب بعملية قيصرية) واضافت لوبولي (ان وفاة الوليد اثرت كثيرا على كالاس، وانها كانت تقطع المسافة من باريس إلى ميلانو لمجرد زيارة قبره).
كان اوناسيس في مزاج متقلب دائما، ومع ذلك كانت ماريا تحتمل المتاعب وتنتظر من اجله، لكن حينما طالبته في العام 1966 بالزواج كما وعدها اجابها بسخرية: أنت تريدين عائلة وانا اريد العالم! حينذاك ادركت ماريا ان احلامها بدأت تتحطم، ولكنها حاولت ان تتجاوز الازمة فالتحقت بأوناسيس وامضت معه الصيف في جزيرة سكوربيوس في ارخبيل اليونان.
كان صيف العام 1967 هو الصيف الاخير الذي امضياه معاً، وكان الأكثر توترا في تلك العلاقة المضطربة حيث كان اوناسيس يتصرف وكأن ماريا غير مهمة في حياته فهو يتأخر عن مواعيد الطعام ويمضي أكثر الوقت بعيدا عنها فأدركت ماريا اخيرا انها بدأت تفقد الرجل الذي احبته وشعرت بانه كان يكذب عليها ويخدعها.
في تلك الفترة نشرت الصحف المولعة بالاخبار الخاصة بالمشاهير وفضائحهم صورا تجمع بين جاكلين كيندي واوناسيس في منتجعات المغرب، وحينما عاد اوناسيس إلى باريس اقترح على ماريا القيام برحلة إلى جزر الكاريبي، واخبرها ان جاكلين ستنضم اليهما هناك وفهمت ماريا كلامه، وانفجرت غاضبة في وجه اوناسيس، ووجهت اليه اتهامات صريحة ولكنه لم يكترث فأدار ظهره وخرج ليستمر في مغامرته الجديدة فقد انجز منذ زمن طويل نجاحات تجارية واسعة من خلال اسطوله التجاري البحري وشركة طيران (اولمبيك) واستثمارات واسعة في العالم ولكنه يريد ان يحقق شهرة اعلامية واسعة من خلال ارتباطه بمشاهير من نوع اخر. تخلت جاكلين كيندي عن الصورة التي رسمتها لها الصحافة الأمريكية كزوجة مفجوعة بمصرع زوجها وام حنون، واصبحت مغامراتها هدفا للصحافيين والمصورين الذين يبحثون عن الاثارة خاصة رحلتها في السفينة الخاصة (كريستينا) في رحلة إلى جزر الكاريبي. ولم يعد الامر سرا فقرر اوناسيس ابلاغ ماريا بخبر زواجه من جاكلين .
كانت ماريا تعاني من الخيبة في الوقت الذي تم فيه الاتفاق على الزواج بين جاكلين واوناسيس، وفي نهاية ذلك الخريف الساخن نشرت الصحف خبر زواج اوناسيس من جاكلين وكان بمثابة صفقة كبيرة بين المال والشهرة، ورغم ذلك وقبل ان ينتهي (شهر العسل) مع جاكلين اتصل اوناسيس بماريا، واستمر في الاتصال بها كل يوم. في عام 1969 امضت ماريا كالاس عطلتها الصيفية مع الشاعر الإيطالي بيير باولو باسوليني في اليونان، بعد مشاركتها في فيلم ميديا.
حقق اوناسيس بزواجه من جاكلين كينيدي شهرة عالمية، وقد تحدث البعض أنّ هذا الزواج لم يكن سوى ورقة رابحة في سوق المال والأعمال . وواصلت ماريا عملها في الأوبرا ولم يقطع اوناسيس الاتصال بها، ولم يتأخر في إرسال باقات الزهور الضخمة اليها بين حين واخر. وهكذا شوهد اوناسيس وهو يزور منزل ماريا في وقت متأخر من الليل، ثم التقط المصورون لهما صورة مشتركة في مطعم مكسيم في باريس، كان ذلك في العام 1970.
سافرت ماريا كالاس إلى اليونان ولحق بها اوناسيس وقد اشيع أنه اقسم لها بانه يحبها ويريدها ان تكون إلى جانبه دائما. وفي العام 1973 تعرضت حياة اوناسيس لكارثة هزت كيانه، حيث توفي ابنه الكسندر في حادث سقوط طائرته الخاصة، وطلب من ماريا ان تكون إلى جانبه وتساعده في تجاوز هذه المحنة، وكانت جاكلين قد ابتعدت عنه شيئا فشيئا. وقد صرحت كريستينا ابنة اوناسيس عن عدم حبها للسيدة جاكلين كينيدي، وكانت تحاول إقناع أبيها اوناسيس أن جاكلين منحوسة ولعنتها تلحقها وتلحق كل من تعرفه واستدلت على ذلك باغتيال كل من الأخوين جون وروبرت كينيدي. وتحدثت أقلام الصحافة وقتها أن اوناسيس يخون زوجته جاكلين مع مغنية الاوبرا ماريا كالاس.
عام 1975 تعرض ارسطو اوناسيس لذبحة صدرية في باريس، فنصحه الاطباء بالتوجه إلى المستشفى، فحمل معه إلى المشفى بطانية حمراء من الكشمير كانت كالاس قد اهدتها اليه في عيد ميلاده، وزارته كالاس في المستشفى، قبل ان يلفظ انفاسه الأخيره يوم 15 مارس 1975، وقد تم نقل جثمان اوناسيس إلى اليونان ودفن في جزيرته الخاصة سكوربيوس بجوار ابنه الكسندر، ولم تستطع كالاس حضور جنازته.

## وفاتها

بعثرت رماد كالاس على سواحل اليونان

توفِّيت ماريا كالاس يوم 17 سبتمبر من عام 1977 عن عمر 54 عاماً نتيجة ذبحة قلبية في باريس. وصرح الطبيب أن وفاة كالاس بسبب قصور في عمل القلب تسبب به الإفراط في استخدام ماندراكس (ميثاكوالون)، وهو عبارة عن مساعد للنوم. والتفسير الآخر أن فشل عمل القلب هو نتيجة محتملة لالتهاب العضلات أو الآثار الجانبية للمثبطات المناعية التي تناولتها للمرض.
وبحسب الطبيبين الإيطاليين، فرانكو فوسي ونيكو باوليلو فإن ماريا كالاس أصيبت بالتهاب في العضلات والأنسجة بشكل عام، بما في ذلك الحنجرة. وأوضح الطبيبان أن هذا المرض يعالج عادة بواسطة الكورتيزون ومثبطات المناعة، الأمر الذي قد يسبب قصورا في القلب، وقد توفيت كالاس جراء إصابتها بنوبة قلبية.
أقيمت الطقوس الجنائزية في كاتدرائية أجيوس ستيفانوس اليونانية الأرثوذكسية (القديس ستيفن) في شارع جورج بيزيه في باريس في 20 سبتمبر 1977. وتم إحراق جثة ماريا كالاس، ثم بعثرت على بحر إيجة قبالة سواحل اليونان وفق الطقوس اليونانية القديمة (حسب وصيتها).

## هوامش
- عام 2004 أقيم في باريس مزاد استمر يومين لبيع الممتلكات الشخصية لمطربة الأوبرا العالمية ماريا كلاس، وبلغت قيمة المبيعات فيه إلى مليون و 250 ألف دولار، وقد بيعت في المزاد أكثر من 2000 قطعة ما بين لوحات ونسخ من الكتاب المقدس وشماعات للمعاطف، ومن بين الأشياء التي عرضت في المزاد روب من الفرو كان قد أهداه للمطربة الثري اليوناني أرسطو أوناسيس.[22]
- عام 2017 أقيم معرض بالعاصمة اليونانية أثينا تحت عنوان ”ماريا كالاس- الأسطورة تحيا“ تُعرض 200 من المقتنيات الشخصية لكالاس بما في ذلك أغراض لم تعرض من قبل في لمحة نادرة عن حياتها الشخصية بعد وفاتها عام 1977. وتتنوع المقتنيات في المعرض بين حقيبة يد بلجاري مرصعة بالألماس إلى حقيبة جوتشي حصلت عليها كالاس هدية من جريس أميرة موناكو. لكن هيمن على المعرض مقتنيات من علاقاتها الغرامية العاصفة بأوناسيس. ويحمل المعرض بصمات أوناسيس في كل أركانه. فهناك الكوب الذي كان معتادا على شرب القهوة فيه في شقة كالاس وصندوق مطلي بالذهب منحها إياه ووضعته المغنية على طاولة قرب سريرها وهناك سلسلة ذهبية كان يرتديها أوناسيس وهي هدية من كالاس وسترة من فرو المنك الأبيض يعتقد أنها هدية من أوناسيس .[23]

## روابط خارجية
- ماريا كالاس على موقع IMDb (الإنجليزية)
- ماريا كالاس على موقع الموسوعة البريطانية (الإنجليزية)
- ماريا كالاس على موقع مونزينجر (الألمانية)
- ماريا كالاس على موقع ألو سيني (الفرنسية)
- ماريا كالاس على موقع ميوزك برينز (الإنجليزية)
- ماريا كالاس على موقع أول موفي (الإنجليزية)
- ماريا كالاس على موقع قاعدة بيانات الأفلام السويدية (السويدية)
- ماريا كالاس على موقع إن إن دي بي (الإنجليزية)
- ماريا كالاس على موقع أول ميوزيك (الإنجليزية)
- ماريا كالاس على موقع ديسكوغز (الإنجليزية)
- ماريا كالاس على موقع ديسكوغز (الإنجليزية)